# Арбитраж Интернет-трафика
Арбитраж трафика (англ. Traffic arbitrage) — вид деятельности по размещению рекламы в Интернете, который заключается в том, что по заказу реклама какого-либо бизнеса размещается, например, в «Яндекс.Директ», Google Ads или в социальных сетях, которые берут плату с рекламодателя за целевые действия пользователей. Если реклама сработает эффективно, то на сайт заказчика начнут приходить новые клиенты, за что «арбитражник» получит от него плату. Прибыль «арбитражника» складывается из этой платы за вычетом затрат «арбитражника» на размещение рекламы. Но «арбитражник» также может понести и убытки, если реклама окажется неэффективной.
Такой деятельностью занимаются веб-мастера в области контекстной рекламы, таргетированной рекламы, интернет-трафика и торговли. Как правило, они вкладывают свои средства, чтобы настроить рекламу, и потом получают вознаграждение от заказчиков за количество привлечённых клиентов. 
В рамках партнерских программ «арбитражник» на условиях партнерской программы занимается продвижением «офферов» — товаров или услуг от рекламодателя. При этом предусматривается целевое действие, которое должны выполнить пользователи, и сопутствующие условия. Если все условия по целевому действию соблюдены, арбитражник получает выплаты — комиссию.
Источники трафика могут быть платными и бесплатными. К платным относят площадки контекстной рекламы, таргетированной рекламы, интернет-трафика и торговли. Как правило, арбитражники вкладывают свои средства, чтобы настроить рекламу, и потом получают вознаграждение от заказчиков за количество привлечённых клиентов. Бесплатный трафик — это получение клиентов со своих блогов, страниц и сообществ в социальных сетях или мессенджерах. К условно-бесплатному трафику относят и привлечение аудитории со своих сайтов.

## Виды арбитража трафика
Выделяют три разновидности арбитража трафика:
1. Белый арбитраж — продвижение полностью разрешенных товаров и услуг. При этом не нарушаются правила площадки, где размещается реклама. Пример — рекомендация интернет-магазина в собственном блоге на YouTube;
2. Серый арбитраж — товары и услуги, которые разрешено рекламировать не везде (например, казино в Facebook или знакомства для взрослых — в Instagram). Арбитражники идут на обход правил рекламных площадок;
3. Черный арбитраж — все, что граничит с мошенничеством: продвижение вредоносных программ, поддельных товаров плохого качества, сомнительных БАДов. Для продвижения таких товаров и услуг откровенно нарушаются правила рекламных площадок, используют недобросовестные приемы рекламы.

## Русские сленговые термины
Лить трафик — привлекать пользователей на целевую страницу, мотивировать их совершить целевое действие. Например, зарегистрироваться на сайте или купить товар;
Источник трафика — площадка, где арбитражник продвигает оффер; место, откуда приводят пользователей. Например, Google Ads, Яндекс.Директ, тизерные или баннерные сети;
Оффер — предложение в партнерской программе;
Адвертайзер, рекл — рекламодатель; тот, кто предлагает продвигать свой товар или услугу;
Аффилейт, арбитражник — тот, кто занимается арбитражем трафика;
CPA-сеть — агрегатор партнерских программ от разных рекламодателей .